# ROMI (ファッションモデル)
ROMI（ロミ）は、日本の女性ファッションモデル。
身長：170 cm、B-80 cm、W-58 cm、H-85 cm、靴：24 cm。
かつてはプラチナムプロダクションに所属していた。

## 主な活動

### テレビ
- TOKYO RELAX（BS朝日）
- SOCCER PREMIUM（GyaO）

### CM
2004年
- 全国牛乳普及協会「やっぱ牛乳でしょ。」
- DELL

2005年
- 花王「ビオレふくだけコットン」
- ロッテ「フローズンプラス」
- 楽天KC「降り注ぐマーク編」
- モスバーガー「モスチキン」（チキンメロディー編）

2006年
- サッポロビール「スリムス」
- ワコール「LOVEブラ」（運命を遊ぼう編）
- 花王「ヘルシアwater」

### PV
- NTT東日本「フレッツスポット」Web（2006年11月）
- TSUTAYA（2007年2月）

### スチール媒体
- 丸井Voiカタログ（2004年6月）
- 大阪リッツカールトン ブライダル オールスチール（2004年6月）
- ブリヂストン「アクシス」（2005年4月）
- NTTDoCoMoカタログ（2005年6月）
- Labrador Retriver 2005～2006 カタログ
- People tree 2005～2006 カタログ
- Adecco 雑誌・車内広告（2006年6月）
- 日立マクセル　雑誌広告・店頭POP カタログ（2006年12月）
- Canonパワーショット オールスチール Web （2007年3月）
- クニサダ オフィスユニフォーム カタログ2007春夏号
- キッズセシール2007カタログ、チラシ、DM、Web他オールスチール
- Nissen カタログ
- 横浜ポルタ POP
- au by KDDI パンフレット

### 雑誌モデル
- With、Style、MORE、Gainer、日経women、けっこんぴあ、OZweddi